# 奥丁号岸防舰
奥丁号是德意志帝国海军于19世纪末建造的八艘齐格弗里德级岸防舰的第七艘，以北欧神话人物奥丁命名。舰只于1891年至1893年间在但泽的帝国船厂建造，装备有三门240毫米口径箍炮作为主炮。它于整个1890年代都在德国舰队服役，并至1901－1903年间重建。1914年8月第一次世界大战爆发后，该舰被编入第六分舰队，但未参与任何实质行动。奥丁号于1915年复员，此后被用作宿营船。战后，它于1922年被改造为一艘商船，并以此身份服役至1935年才拆解报废。

## 设计

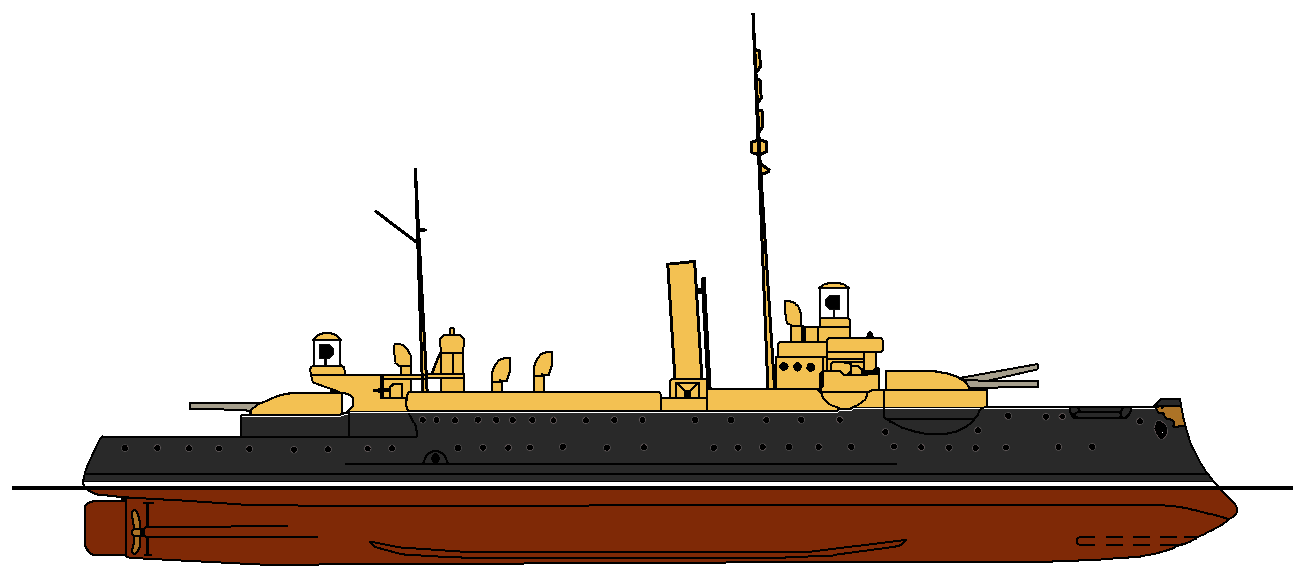
齐格弗里德级舰只的原始配置图

在19世纪80年代末，面对海军预算有限（由于帝国议会反对海军开支和威廉皇帝运河的疏浚费用），德意志帝国海军一直在努力解决建造何种主力舰的问题。作为新任帝国海军部长，列奥·冯·卡普里维中将提出了一系列设计方案，其范围涵盖了排水量2500吨的小型岸防舰，以及排水量9800吨的远洋战列舰。他最终决定以十艘岸防舰来保卫德意志湾的大型河口，因为即使在议会内，海军反对派也认为这类铁甲舰是必要的。其中的前六艘都是基于卡普里维提出的最小尺寸建造；而对于后四艘，则有建议对舰艇进行重新设计，以便在双座炮塔上增加另一门主炮。但由于海军其它计划的成本，尤其是勃兰登堡级战列舰的成本增高，这些建议都没有实现。最终，第七和第八艘岸防舰——奥丁号和埃吉尔号是按照前六艘设计的改良版本建造，包括装甲布局的优化以及其它一些细节变动。
奥丁号的全长为79米，有15.2米的舷宽和最多5.61米的吃水深度，满载排水量为3814吨。舰只的推进装置由两台立式三缸三胀式蒸汽机组成，所需的蒸汽是通过四台燃煤锅炉供给。舰只的最高航速为14.4節（26.7每小時），可携带370吨燃煤，并可以10節（19每小時）的速度续航1,490海里（2,760）。其标准船员编制为20名军官及256名水兵。
舰只的主炮是由克虏伯提供、安装在三个单座炮塔中的三门240毫米35倍径箍炮组成。其中两门并排放置在艏楼，第三门位于主舰艛的后方。它们共配备204枚弹药。副炮则由十门88毫米30倍径速射炮组成。此外，奥丁号还装备有三具直径为450毫米的鱼雷发射管，其中两具安装在舰舯甲板两侧的枢转支架上，另一具则以浸没式置于舰艏的水线下方。舰只受到舰舯240毫米厚的水线装甲带和70毫米厚的装甲甲板保护。司令塔侧部的装甲厚度也有120毫米。

## 建造
舰只最初是由德意志帝国海军以“V号四等铁甲舰”（Panzerschiffs IV. Klasse V）为合同代号订购。来自但泽的帝国船厂得以首度获得铁甲舰的订单，自1893年4月15开始架设龙骨，从而使该舰成为同级中最后一艘开建的舰只。1894年11月3日，新舰便得以下水，较更早开建的T号铁甲舰还提前了五个月。在下水仪式上，由时任船厂首席总监的海军上校格拉夫·冯·豪格维茨主持，为舰只冠以“奥丁”之名——这是出自北欧神话中的战争之神。此后，进一步的舾装工序一直持续至1896年9月完结。

## 服役历史

### 和平时期
奥丁号于1896年9月22日首次入役。验收海试在两天后进行，但未获成功。经过最后的设备调试和试航，该舰于10月14日在基尔退役，并被编入波罗的海预备役总队（Reservedivision der Ostsee）。

描绘奥丁号的画作（1902年）

1898年7月26日，奥丁号重新启用。舰只加入了波罗的海和北海预备役总队专为秋季演习而组建的第二分舰队，并由埃吉尔号担任旗舰。与该部队一起，奥丁号于12月还进行了前往哥本哈根和克里斯蒂安尼亚的训练巡航。1899年又展开了另一次巡航，当时除了哥本哈根外，也抵达了奥本罗和斯维内明德。同一年，奥丁号还在卡特加特海峡对受困的北德劳埃德客轮玛丽亚·特蕾西娅皇后号提供了援助；而6月在大带海峡搁浅的大巡洋舰汉萨号是由奥丁号和埃吉尔号合力拖出。
1900年3月20日，奥丁号与大巡洋舰腓特烈·卡尔号一起，进行了当时尚属新颖的无线电报试验。6月，这艘岸防舰又在斯德丁附近参与了HAPAG客轮德国号的解困行动。在秋季演习期间，奥丁号再度被编入临时组建的第二分舰队。之后，该舰被转移至波罗的海预备役总队担任第二主力舰，并于10月10日转移至新的驻泊母港但泽。经过各种训练巡航以及必要的大修后，奥丁号出席了1901年6月举行的基尔帆船周。自1901年8月1日起，舰只开始跟随预备役总队进行演练；在秋季演习中，该总队再次成为第二分舰队的一份子。完成演习后，奥丁号于9月21日在但泽退役。
在接下来的几年间，奥丁号于但泽的帝国船厂展开了与同级其它姊妹舰类似的重建。舰只的舯部被切割并延长了近8.4米、达到86.15米，排水量也相应增至4376吨；原有锅炉设备被八台由帝国海军设计的新式船用水管锅炉所取代。加长的船体改善了舰只的流体动力学形状，连同新式的锅炉，致使其最大速度提高至15.5节。通过重建，奥丁号的燃煤贮存量也得到显著改善（达580吨），从而扩大了800海里的巡航距离。重建工程于1903年完结。
奥丁号于1903年10月2日重新投入使用，并被分配至此时已是固定编制的活动舰队第二分舰队。随后，舰只出访了苏格兰与挪威。期间在去往勒威克的途中，S98号鱼雷艇与奥丁号发生碰撞并严重受损。1904年的秋季演习结束后，战列舰不伦瑞克号取代了奥丁号在第二分舰队的位置。这艘岸防舰遂于10月10日在但泽退役，此后成为波罗的海预备役总队的一份子。该舰在和平时期的最后一次运用是在1909年7月22日至9月15日，目的是参加公海舰队的秋季演习。

### 第一次世界大战

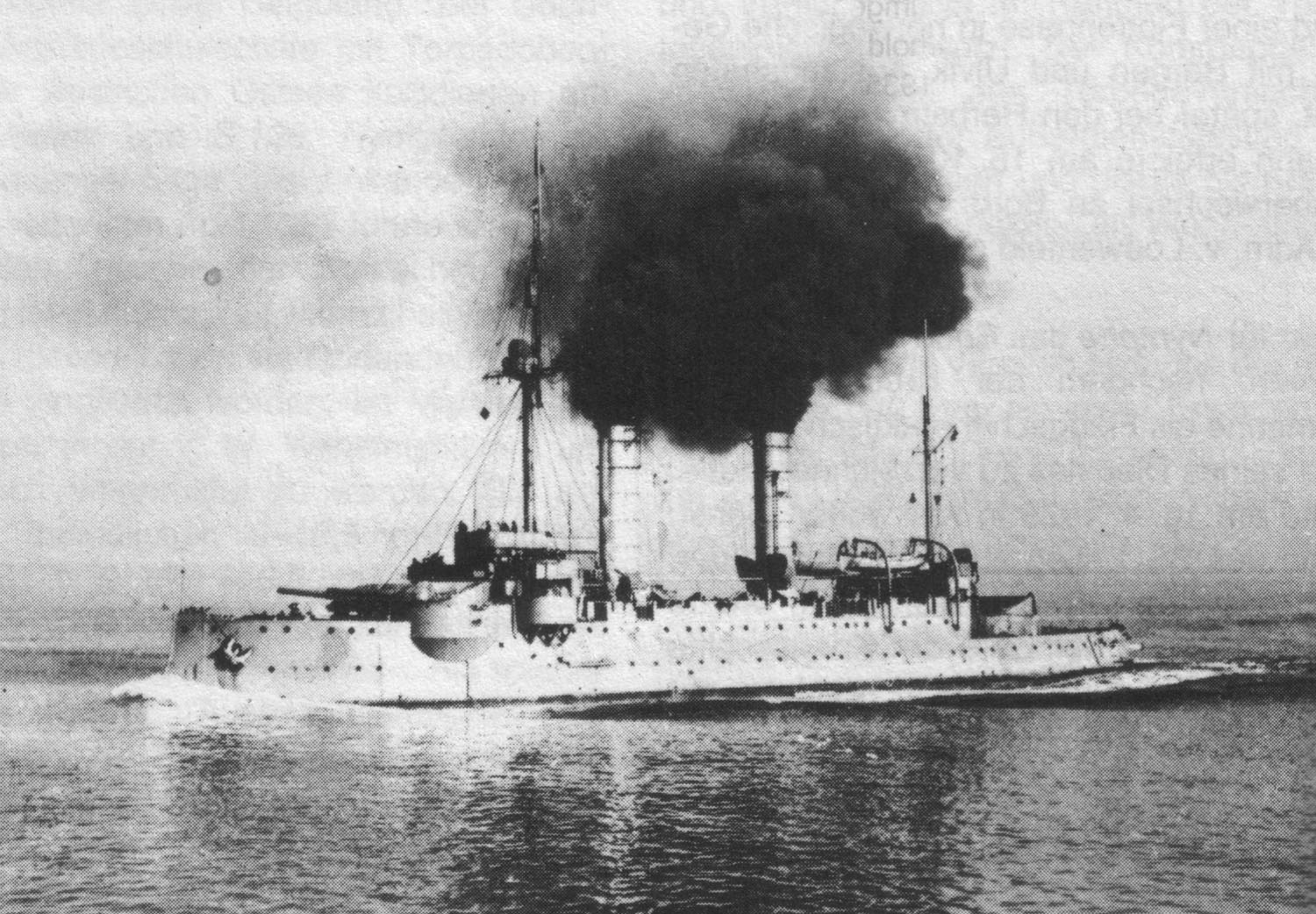
奥丁号在一战期间的运用

第一次世界大战爆发后，包括奥丁号在内的所有岸防舰都于1914年8月12日得到重新动员。它们被编入第六分舰队，受海军少将理夏德·埃克曼指挥，主要负责北海沿岸的防御。经过单舰和部队演练后，奥丁号自9月15日起接管了亚德河、威悉河与易北河河口的前哨和警戒执勤。在第六分舰队于1915年8月31日解散后，奥丁号被编入易北河港口区舰队，但任务性质没有任何改变。1916年1月9日，此时已经完全过时的奥丁号撤出执勤，并于一周后在但泽退役。在战争余下的时间里，它先是用作第一潜艇区舰队、自1917年7月25日起又用作第三潜艇区舰队的宿营船，驻泊地点都在威廉港。
战争结束后，奥丁号从1919年3月28日至10月9日间又担任第四北海扫雷区舰队的宿营船和附属舰。这也是该舰的最后一次正式服役。

### 结局
在结束一战的《凡尔赛条约》签署后，奥丁号于1919年12月6日从海军序列中除籍。舰只随后被售予来自汉堡的船东阿诺尔德·伯恩斯坦，并于1922年在吕斯特林根的德意志船厂被改造为摩托货船。因此，奥丁号的舰名未曾改变。它以货船身份服役了十三年，然后于1935年拆解报废。
根据1900年第二部《舰队法》中规定的战列舰（含岸防舰）20年使用年限，柳特波德摄政王号战列舰得以作为奥丁号的替舰而于1912年下水。这本该是德国第一艘搭载柴油发动机的大型军舰，该发动机与两套涡轮机一起组成推进装置。但由于柴油机未能及时交付，因此该项目始终没有执行。

## 脚注
注释
1. ↑  SMS表示, 即“陛下之舰”。
2. ↑  所有德国舰船在订购时都会被赋予临时代号；其中新增编入舰队的使用字母代号，而用于替换旧舰的则使用“（旧舰名）替舰”。[5]

引用
1. ↑  Dodson，第33–34, 40頁.
2. 1 2  Gröner，第11–12頁.
3. ↑  Dodson，第34頁.
4. ↑  Gröner，第11頁.
5. ↑  Gröner，第56頁.
6. ↑  Hildebrand & Röhr & Steinmetz，第186–188頁.
7. ↑  Gardiner，第246頁.
8. 1 2 3 4 5 6  Hildebrand & Röhr & Steinmetz，第187頁.
9. ↑  Gardiner & Gray，第142頁.
10. ↑  Gröner，第12頁.
11. ↑  Gröner & Jung & Maass，第48頁.